# Campeonato Gaúcho 1922
In 1922 werd het vierde Campeonato Gaúcho gespeeld voor voetbalclubs uit de Braziliaanse staat Rio Grande do Sul. Er werden regionale competities gespeeld en de kampioenen ontmoetten elkaar in de finaleronde die gespeeld werd van 15 tot 28 november. Grêmio werd kampioen.

## Eindstand

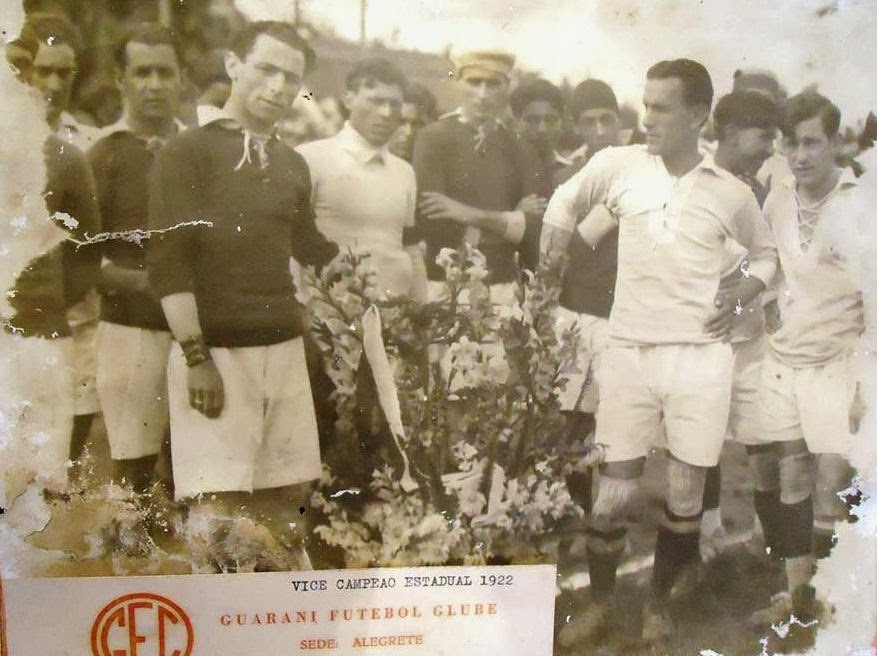
Finalisten Grêmio en Guarani.

| Plaats | Club                 | Wed. | W | G | V | Saldo | Ptn. |
| ------ | -------------------- | ---- | - | - | - | ----- | ---- |
| 1.     | Grêmio               | 3    | 2 | 0 | 2 | 3:1   | 5    |
| 2.     | Guarani de Alegrete  | 3    | 2 | 0 | 1 | 6:3   | 4    |
| 3.     | Guarany de Cruz Alta | 3    | 1 | 0 | 2 | 5:7   | 2    |
| 4.     | Bagé                 | 3    | 1 | 0 | 2 | 2:4   | 2    |

|  | Play-off |

### Play-off
|                              |               |       |                     |                       |
| 26 november Eerste wedstrijd | Grêmio        | 2 – 2 | Guarani de Alegrete | Baixada, Porto Alegre |
| 26 november Eerste wedstrijd | Ramão Lagarto |       | pen' Roque Fagundes | Baixada, Porto Alegre |

|                              |               |       |                     |                       |
| 28 november Eerste wedstrijd | Grêmio        | 2 – 1 | Guarani de Alegrete | Baixada, Porto Alegre |
| 28 november Eerste wedstrijd | Ramão Lagarto |       | pen' Alexandre      | Baixada, Porto Alegre |

|  | Grêmio | Guarani de Alegrete |

## Kampioen
| Campeonato Gaúcho de 1922  |
| Porto Alegre               |
| -------------------------- |
| GRÊMIO Kampioen (2° titel) |